# ベッセマー法
ベッセマー法は、溶けた銑鉄から鋼を大量生産する世界初の安価な製法。発明家ヘンリー・ベッセマーが1855年に特許を取得した。ウィリアム・ケリーも1851年、独自に同じ製鋼法を発見している。同じ原理に基づく製鋼はヨーロッパ以外で数百年前から行われていたが、大量生産といえる規模ではなかった。鍵となる原理は、溶銑に空気を吹き込んで酸化還元反応を起こし、鉄から不純物を取り除くことである。酸化によって鉄の温度が上がり、溶けたままにしておくという効果もある。

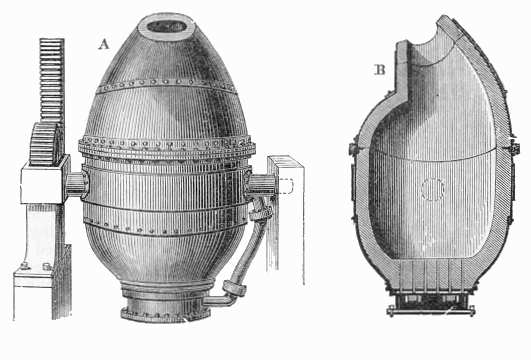
ベッセマー転炉の図

## 詳細

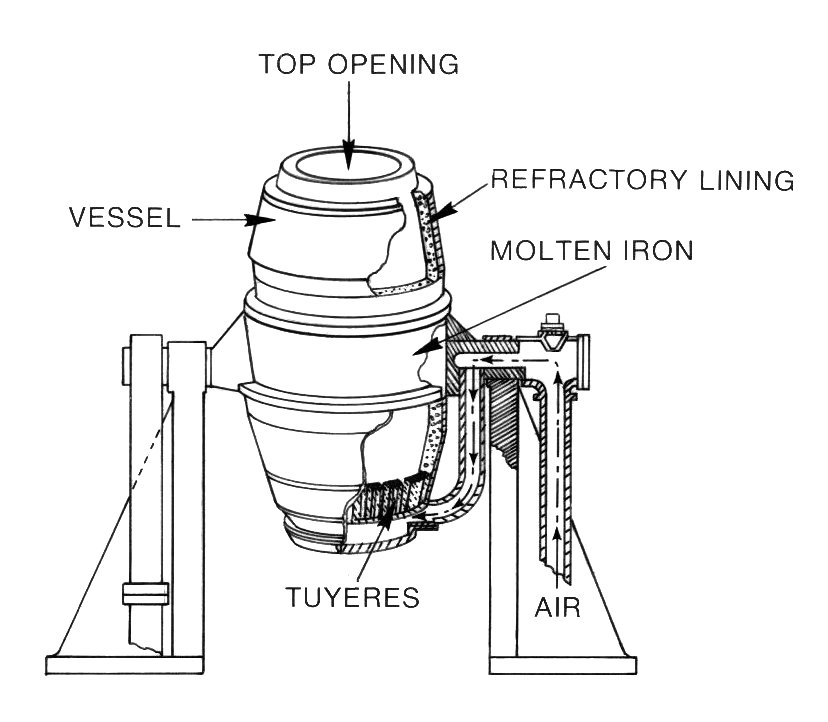
ベッセマー転炉の構成
VESSEL: 容器
REFRACTORY LINING: 耐火炉材
MOLTEN IRON: 溶銑
TUYERES: 羽口（送風口）

### ベッセマー転炉
この製法では、卵形の鋼製コンテナの内側を粘土またはドロマイトで覆ったベッセマー転炉を使う。転炉の容量は8トンから30トンの溶銑が入る程度で、通常は15トン前後である。転炉の頂上部分は開いていて若干斜めに開口部が向いている。鉄を中に入れるときも鋼を取り出すときも、その開口部を使う。底部には羽口 (tuyeres) と呼ばれるいくつもの穴が開けてあり、そこを通して転炉内に空気を供給する。転炉はトラニオン上に設置され、原料を入れるときは回転させて炉を寝かせ、鋼への転換を行っている最中は立てておき、溶けた鋼を最後に取り出すときも回転させて傾ける。

### 酸化
酸化によって、ケイ素、マンガン、炭素といった不純物を酸化物として取り除く。これらの酸化物はガスとなって逃げていくか、固体の鉱滓を形成する。転炉内の耐火性炉材は転換作用においても役目がある。粘土を使ったベッセマー転炉は「酸性ベッセマー」と呼ばれ、原料に含まれるリンが少ない場合に使う。リンの含有量が多い場合は、ドロマイトを使った「塩基性ベッセマー」を使う（ドロマイトの代わりに石灰岩や菱苦土鉱を炉材に使うこともある）。後者はシドニー・ギルクリスト・トーマスが発明したことから、「ギルクリスト・トーマス転炉」とも呼ばれる。鋼に望みの性質を与えるため、転換の完了した溶鋼にスピーゲル（鉄・炭素・マンガン合金）など他の物質を混ぜることもある。

### 工程の管理
望みの鋼が形成されたら、軽い鉱滓を残して溶鋼を取り出し、型に流し込むなどの後工程に持っていく。転換工程をブロー (blow) と呼び、約20分で完了する。この間、転換の進み具合は開口部の炎の見た目で判断する。ブロー後に、必要に応じて所定の割合まで復炭化したり、別の合金材料を混ぜたりすることもある。

## 従来の製法

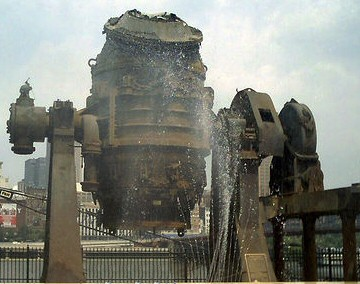
ピッツバーグのステーション・スクエアにあるベッセマー転炉

ベッセマー法が考案される以前、イギリスには銑鉄の脱炭を行う実用的製法がなかった。鋼はスウェーデンから輸入した炭素をほとんど含有しない錬鉄に逆に炭素を加えるという製法で生産されていた。この製法をセメンテーション法 (cementation process) と呼び、岩石製の箱に錬鉄の棒と炭を入れ、一週間程度まで熱し続ける。こうしてできた鋼をブリスター鋼 (blister steel) と呼ぶ。1トンの鋼を作るのに3トンもの貴重なコークスを燃やす必要があった。その鋼は1トンあたり50から60ポンドで売買された。ただし、この製法の中で最も難しく、最も労働力を要するのは、スウェーデンの精錬炉での錬鉄の生産工程である。
18世紀になると、ベンジャミン・ハンツマンがこの製法を改良し、るつぼ鋼 (crucible steel) の製法を確立した。その製法ではさらに3時間熱するため、コークスをさらに消費した。るつぼ鋼を作る場合、ブリスター鋼を細かく砕き、20kg程度を小さなるつぼに入れて溶かす。これによって高品質なるつぼ鋼ができるが、コストは増大する。ベッセマー法では同程度の品質の鋼を作るのに30分ほどしかかからず、コークスも銑鉄を溶かす最初の工程でしか必要としない。初期のベッセマー転炉でも、1トンの鋼を7ポンドのコストで製造できた。ただし、販売価格は1トンあたり40ポンド前後だった。

## 歴史

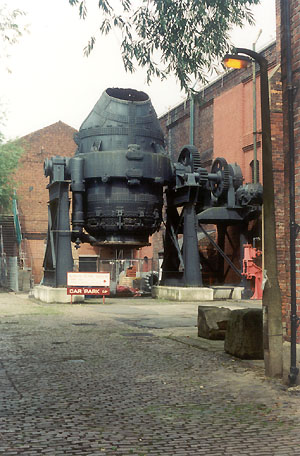
ベッセマー転炉（Kelham Island Museum、シェフィールド、2002年）

歴史家ロバート・ハートウェルによると、11世紀中国の宋朝で、鋳鉄に比較的低温で鍛造を繰り返すことで部分的に脱炭する製法を考案していたという。歴史家ジョセフ・ニーダムらは、これがベッセマー製鋼法の先駆けだとしている。この製法は学者で政治家だった沈括（1031年 - 1095年）が1075年に磁州を訪れた際に記録に残している。ハートウェルは、11世紀に鉄の産地として知られていた河南省と河北省の境界近辺でこの製法が生まれたと推測している。
1740年、ベンジャミン・ハンツマンがシェフィールド近郊のハンズワースでるつぼ鋼の製法を開発した。これにより鋼の生産量と品質が大幅に向上した。
ヘンリー・ベッセマーは自伝の10章と11章で、この発明の起源を説明している。それによるとクリミア戦争の勃発でイギリスの産業界や発明家は軍事技術に興味を持つようになり、ベッセマー自身も砲弾に溝をつける方法を考案し、銃砲の銃身内にライフリングを施さなくとも砲弾が旋回して発射されるようにした。彼は1854年にこの技法の特許を取得し、フランス政府と共同で実際の開発にとりかかった。フランスでの評価も上々だったが、ベッセマーはクロード・エティエンヌ・ミニエ（フランス陸軍将校）と会話し、重くて大きい旋回する発射体を妨げているのは銃砲自身の強度であり、特に「（ミニエは）30ポンドの砲弾を鋳鉄製12ポンド砲で発射するのは安全ではないと考えていた。彼が実際に言った質問は、そんな重い発射体に耐えられる銃砲を作れるのか? というものだった」と書いている。これをきっかけとして、ベッセマーは鋼について考えるようになった。当時、鋼の製造は難しくコストのかかることであり、結果として刃物や工具などでしか鋼を使っていなかった。1855年1月、ベッセマーは大砲のために鋼を大量生産する製法の研究を開始し、10月にはベッセマー法に関する最初の特許を申請した。
ベッセマーの自伝によれば、彼はまず通常の反射炉を使った。試験中に銑鉄の塊が取鍋の横に落ち、炉の熱気を浴びた。ベッセマーがそれを取鍋に戻そうとしたとき、銑鉄の塊の表面が鋼に覆われていることに気づいた。つまり、炉の熱気だけで銑鉄の塊の表面が鋼に変化したのである。この重要な発見により、ベッセマーは炉の完全な再設計を行い、溶銑に特殊な空気ポンプで高圧の空気を送り込むようにした。直観的には、冷たい空気を送り込むことで鉄が冷えてしまうように思われるが、実際には酸素が供給されることでケイ素や炭素が酸化して熱を発し、周囲の溶銑まで高温に保つことがわかった。
ベッセマーは5つの製鉄業者に合計27,000ポンドで特許使用権を与えたが、彼らはベッセマーが約束した品質の鋼を生産できず、後に32,500ポンドで特許使用権を買い戻すことになった。ベッセマーは問題が鉄が含有する不純物のせいだと気づき、空気の流れを適当な時点まで止めないことで解決すると結論付けた。そうすることで、不純物も燃焼し、適当な量の炭素だけが残ると考えたのである。しかし、どんなに試験を繰り返しても、答えにたどり着くことはできなかった。

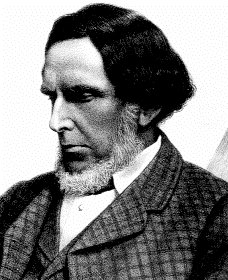
ベッセマー法を確立したロバート・フォレスター・マシェット

単純で見事な解決策を発見したのはロバート・フォレスター・マシェットで、彼はディーンの森で数千回におよぶ科学的実験を繰り返していた。彼の製法は、まず「全ての」不純物と炭素を素早く燃焼させてしまい、そこに正確な量のスピーゲルを投入することで炭素とマンガンを加えるというものである。それによって最終的な品質が向上し可鍛性が増大する。つまり高温での加工が容易となり、用途が格段に広がった。
アメリカ合衆国で最初のベッセマー法を採用した製鋼工場は1855年、デトロイトから14マイル南下したデトロイト川沿いにあるワイアンドットに建設された。デトロイトは五大湖に面しており、ミシガン州北部、ウィスコンシン州、ミネソタ州には鉄鉱石の鉱山があるということで、北米での製鋼拠点となった。そして、製鋼が盛んだったために自動車産業も発達することになった。

## 重要性
ベッセマー法は鋼の生産コストを1トン当たり40ポンドだったものを1トン当たり6ポンドから7ポンドに低減させ、同時に生産量と生産速度を増大させた。また、鋼の生産に要する労働力を減少させた。ベッセマー法以前、鋼は高価すぎて橋や建物の構造材には使えなかった。このため産業革命時代にはもっぱら錬鉄が使われていた。ベッセマー法により、鋼と錬鉄はほぼ同じ価格になり、鋼があらゆる産業に使われるようになった。安価な鋼が入手可能になったため、巨大な鉄橋や鉄道や摩天楼や大型船が建造可能となった。他にも鋼製のケーブルや棒、鋼板が作られるようになり、それらを使ってボイラーやエンジンなどもより高性能なものが作れるようになった。また鋼の大量生産によって、強力な銃砲、車両、戦車なども製造可能になった。工業用の鋼により、巨大なタービンや発電機も建造可能となり、より大きな水力や蒸気力に耐えられるものが作れるようになった。

## 衰退
アメリカでは、この製法は1968年までで商用の鋼生産には使われなくなり、LD転炉など、最終的な品質を制御しやすい製法に置き換えられた。ベッセマー法は非常に短時間（10分から20分）で済むため、鋼の化学的分析や成分の含有率を調整する時間があまりない。ベッセマー転炉は溶銑からリンを効率的に除去できず、そのためにリンの含有量が少ない鉄鉱石に高値がつくようになり、結果として鋼の製造コストが増大した。また、加えられるスクラップの量も少なく、スクラップが安価だった時代にはこれも相対的にコストを増大させる要因となった。電気炉が登場するとベッセマー法は徐々に廃れていった。また、ベッセマー転炉で吹き込む空気の78%は窒素であり、窒素は転炉内の温度を下げたり、不純物として鋼に混じるという問題があった。このため現代でも使われている転炉では、空気ではなく酸素を吹き込む方式のものがほとんどである。